# 바위스 발롯

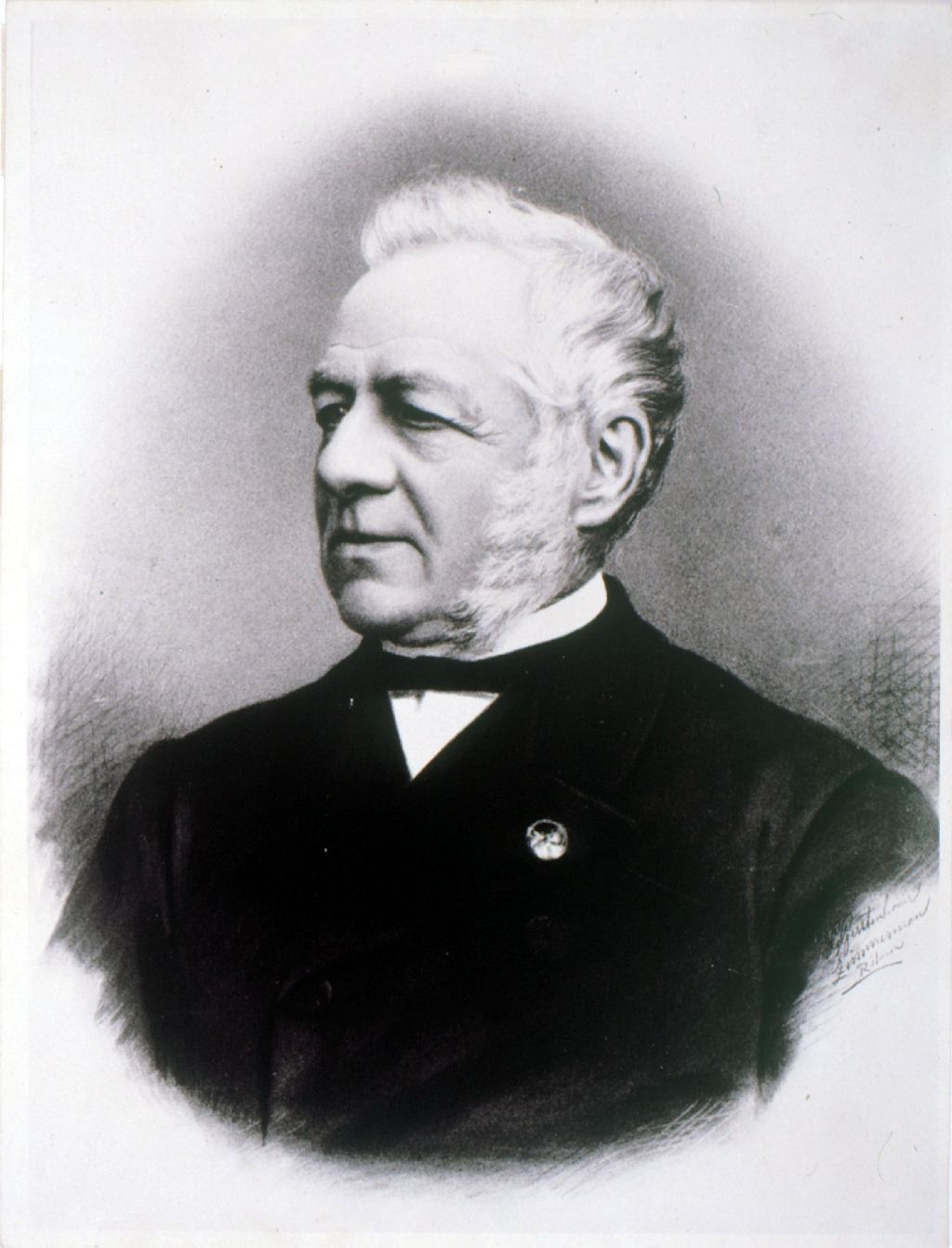

바위스 발롯(Buys Ballot, 1817년 10월 10일 ~ 1890년 2월 3일)은 네덜란드의 기상학자이다. 자신의 이름을 딴 바위스 발롯의 법칙을 제창했다.

## 바위스 발롯 법칙
1857년 북반구에서 바람을 등지고 서면 저기압의 중심은 관측자의 왼팔 약간 왼쪽에 있고, 고기압은 오른팔 뒤쪽에 위치한다는 것이다. 지상풍이 부는 곳에서 고기압과 저기압의 위치를 찾을 때 이 법칙을 이용한다.